# آلفين باتيست
آلفين باتيست (بالإنجليزية: Alvin Batiste)‏ هو عازف جاز أمريكي، ولد في 7 نوفمبر 1932 في نيو أورلينز في الولايات المتحدة، وتوفي بنفس المكان في 6 مايو 2007 بسبب نوبة قلبية.

## وصلات خارجية
- آلفين باتيست على موقع IMDb (الإنجليزية)
- آلفين باتيست على موقع ميوزك برينز (الإنجليزية)
- آلفين باتيست على موقع ديسكوغز (الإنجليزية)